# Gregor Mackintosh
Gregor Mackintosh (ur. 20 czerwca 1970 roku) – brytyjski gitarzysta i kompozytor. Gra w zespole Paradise Lost jako gitarzysta prowadzący. W 2010 roku Mackintosh powołał zespół pod nazwą Vallenfyre.

## Filmografia
- 666 - At Calling Death (1993, film dokumentalny, reżyseria: Matt Vain)
- Over the Madness (2007, film dokumentalny, reżyseria: Diran Noubar)[4]